# Crusader Kings II
 (srp. Krusejder Kings II) je strateška igra čija je radnja smeštena u srednji vek, razvijena od strane -a (srp. Paradoks divelopment studio) i objavljena od strane -a (srp. Paradoks Interaktiv) kao nastavak igre Crusader Kings. Objavljena je za [[]] 14. februara 2012. i za macOS 24. maja 2012, dok je Linuks verzija objavljena 14. januara 2013. Otkad je objavljena, prodana je u više milion primeraka, što ju je činilo Paradox-ovom najprodavanijom igrom sve do izlaska Europa Universalis IV (srp. Evropa Univerzalis IV) u avgustu 2013. Igra je postala besplatna u oktobru 2019. Njen nastavak,Crusader Kings III, će izaći septembra 2020.

## Igra
Igra je dinastička simulacija u kojoj igrač kontroliše srednjevekovnu dinastiju u periodu od 769. do 1453. Igrači mogu da započnu igru bilo kog datuma između 1. januara 1066. i 31. decembra 1452, ali ekspanzije „Stari Bogovi” i „Karlo Veliki” dozvoljavaju da se igra počne 867., odnosno 769. Kroz strateško korišćenje rata, brakova i ubistava između ostalog, igrač pokušava da dovede njegovu dinastiju do uspeha.
U igri se nalaze brojne istorijske ličnosti kao što su Vilijam I Osvajač, Karlo Veliki, Džingis-kan, Harold Godvinson, Robert Gviskar, Robert Brus, Harald III Strogi, Rodrigo Dijaz de Vivar, Konstantin X Duka, Harun el Rašid, Aleksije I Komnin, Ričard I Lavlje Srce, Ivar Beskosni, Alfred Veliki, Balduin II Jerusalimski, Boleslav II Smeli i Saladin, ali je igraču dozvoljeno da izabere manje poznate ličnosti kao što su niže vojvode i grofovi. Igrač je u mogućnosti da stvori potpuno novog lika ukoliko poseduje „Dizajner Vladara” ekspanziju.
Uspeh je definisan od strane igrača. Jedini cilj koja igra zadaje jeste skupljanje što više poena prestiža i pobožnosti, kako bi se prestigle različite poznate evropske dinastije u izmišljenom prestiž rangiranju (tri najprestižnije su dinastija Kapet, Rjurikoviči i dinastija Habzburg). Igra se završava kada igračeva ličnost koju trenutno kontroliše umre bez naslednika iz iste dinastije, kada igrač više nema ličnost iz svoje dinastije koja poseduje titulu grofa, vojvode, kralja ili cara, ili kada se igra završi 1453. godine.
Igra upotrebljava sistem genetike i obrazovanja, kroz koje deca nasleđuju karakterne osobine, kulturu, religiju i veštine od njihovih roditelja i/ili staratelja. Ovo dodaje dodatan sloj strategije brakovima; igrač bi trebalo da pokuša da formira brakove koji će omogućiti savez sa drugim zemljama, ali takođe da bira partnere sa dobrim naslednim osobinama, kako bi imao sposobnije potomstvo i samim tim, jaču dinastiju. Ovo ponekad zahteva balansiranje između sukobljenih interesa; na primer, dok će jedan brak dopustiti poželjni savez sa drugim vladarom, to može zahtevati brak sa osobom koja ima neželjene osobine. Takav kompromis može da se dogodi i u obrnutom slučaju takođe: osoba sa kojom igrač želi da sklopi brak može da ima veoma željene osobine, ali sklapanjem tog braka igrač ne bi mogao da ostvari nijedan novi savez.
Igrač može da izabere bilo koju ličnost koja poseduje bar jednu provinciju, postoji tipovi vlade koji ne mogu da se igraju bez modifikovanja igre. To su teokratije, viteški redovi i republike. Trgovačke republike, međutim, mogu da se igraju sa „Republika” ekspanzijom. Dodatno,  nije moguće igrati sa ličnostima koje nisu hrišćani bez kupovine određenih ekspanzija, uključujući muslimane, jevreje, hinduse, budiste, taoiste, zoroastrejce, džainiste i različite pagane.

### Ekspanzije
| Ime                      | Datum Izlaska      | Prateći Peč | Opis |
| ------------------------ | ------------------ | ----------- | --- |
| „Mač Islama”             | 26. jun 2012.      | 1.06        | Ova ekspanzija dozvoljava igraču da igra kao muslimanski vladar. Takođe dodaje događaje vezane za suntiske i šiitske muslimane.                                       |
| „Nasleđe Rima”           | 16. oktobar 2012.  | 1.07        | Nasleđe Rima je fokusirano oko Vizantijskog carstva i dodaje nove događaje i mehanike. Takođe dodaje „Pratnja” mehaniku koja dozvoljava igraču da ima stojeća vojska. |
| „Invazija zalaska sunca” | 15. novembar 2012. | 1.08        | Glavna odlika Invazije zalaska sunca je izmišljena invazija Asteka na Evropu.                                                                                         |
| „Republika”              | 15. januar 2013.   | 1.09        | Omogućava igranje trgovačkih republika i dodaje događaje za iste. |
| „Stari Bogovi”           | 28. maj 2013.      | 1.10        | Dodaje novi datum početka igre, 867., i dozvoljava da se paganske nacije igraju.                                                                                      |
| „Sinovi Avrama”          | 18. novembar 2013. | 2.0         | Dodaje dubinu Avramskim religijama; hrišćanstvu pre svega, ali i muslimanskim zemljama i dodaje jevrejsku veru.                                                       |
| „Indijske radže”         | 25. mart 2014.     | 2.1         | Dozvoljava igranje kao vladar Hindu, Budističkih i Džainističkih zemalja. Proširuje mapu do istočnog Bengala.                                                         |
| „Karlo Veliki”           | 14.oktobar 2014.   | 2.2         | Otključava nekoliko poboljšanja narativnim aspektima igre, otključava dodatna kraljevstva i carstva i omogućava da se igra počne 769. godine.                         |
| „Način života”           | 16. decembar 2014. | 2.3         | Igrač dobija veću kontrolu nad događajima koji mu se dešavaju. |
| „Gospodari konja”        | 14. jul 2015.      | 2.4         | Otključava igranje kao nomadska vlada. |
| „Konklav”                | 2. februar 2016.   | 2.5         | Poboljšava interakciju sa vazalima, daje moć veću i u potpunosti menja obrazovanje dece.                                                                              |
| „Dug smrću”              | 25. avgust 2016.   | 2.6         | Poboljšava kugu, epidemije, sitnije bolesti, prosperitet i interakcije sa svojim dvorom.                                                                              |
| „Monasi i mistici”       | 7. mart 2017.      | 2.7         | Dodaje društva, artefakte, nove poslove u veću i mogućnost davanja komandi prijateljskim armijama.                                                                    |
| „Zmaj od žada”           | 16. novembar 2017. | 2.8         | Omogućava interakciju sa Kinom, dodaje nove kineske artefakte i dozvoljava igranje vladara Tibeta.                                                                    |
| „Sveta bes”              | 13. novembar 2018. | 3.0         | Omogućava igraču da „dizajnira” paganske religije prilikom reformacije, dodaje nove krstaške mehanike i događaje, mehanike za krunistanje i krvne loze.               |

## Recepcija
Demo verzija igre je objavljena 4. februara 2012. i moglo je da se igra sa 4 različita lika u periodu od 20 godina. Marketinška kampanja za igru je prikazivala videe komedije zasnovane na sedam smrtnih grehova.
Igra je imala generalno pozitivne recenzije i postigla je „metaskor” od 82 na Metacritic-u. GameSpot recenzent Shaun McInnis (srp. Šon Mekinis)  je rekao da „Kroz komplikovan sistem diplomatije i izadaje, Crusader Kings II pravi svaku borbu za vlast zanosnu” i pohvalio je gejmplej, ali je pomenuo da „tutorijal nije sjajan”.Kotaku ju je nazvao jednim od njihovih kandidata za igru godine.
Do septembra 2014, prodato je više od milion Crusader Kings II kopija, dok je prodaja ekspanzija premašila 7 miliona prodatih jedinica. Prema Paradox Interactive-u, igru je u proseku igralo 12.500 igrača svaki dan, dok je prosečno ukupno vreme provedeno u igri 99 sati po igraču.

## Modifikovanje igre
Kada se Crusader Kings II pokrene, Paradox serveri skupljaju informacije o igri kao što su verzija igre i koji modovi su u upotrebi. Podaci prikupljeni 23. aprila 2017. su pokazali da je bar 42% korisnika tog dana imalo aktiviran bar jedan mod.
Nekoliko modova koji poboljšavaju istorijsku tačnost igre su napravljeni od strane igrača; na primer, Historical Immersion Project i CK2+. Veliki broj modova koji u potpunosti menjaju igru su dostupni:
- A Game of Thrones (srp. Igra prestola), zasnovan na Džordž R. R. Martinovom serijalu romana epske fantastike, „Pesma leda i vatre”, izbačen je maja 2012.[17][18][19] i „već dugo je najpopularniji mod”[14]
- After the End (srp. Nakon kraja), čija radnja se dešava u 27. veku u post-apokaliptičnoj Severnoj Americi.

## Spoljašnje veze
- Zvaničan Crusader Kings sajt
- Zvanična wiki stranica za Crusader Kings II